# Мегаргел (Тексас)
Мегаргел (енгл. Megargel) град је у америчкој савезној држави Тексас. По попису становништва из 2010. у њему је живело 203 становника.

## Демографија
Према попису становништва из 2010. у граду је живело 203 становника, што је 45 (18,1%) становника мање него 2000. године.
| Група             | 2000.       | 2010.       |
| Белци             | 223 (89,9%) | 187 (92,1%) |
| Афроамериканци    | 2 (0,8%)    | 0 (0,0%)    |
| Азијати           | 3 (1,2%)    | 0 (0,0%)    |
| Хиспаноамериканци | 15 (6,0%)   | 5 (2,5%)    |
| Укупно            | 248         | 203         |